# ري (جزيرة)
جزيرة ري (بالإسبانية: Isla del Rey) جزيرة إسبانية تقع في البحر الأبيض المتوسط، هي إحدى الجزر الثلاثة المكونة لأرخبيل جزر إشفارن.
تبلغ مساحة جزيرة ري 0,116 كم² وهي غير مأهولة بالسكان.